# 新坪ジャンクション
新坪ジャンクション（シンピョンジャンクション）は大韓民国江原特別自治道原州市にある広州原州高速道路（52号線）と中央高速道路（55号線）のジャンクションである。

## 接続する路線

### 広州・原州方面
- 広州原州高速道路（9番）

### 釜山・春川方面
- 中央高速道路（32-1番）

## 隣
広州原州高速道路
(8) 西原州IC - (9) 新坪JCT - (10) 原州JCT
中央高速道路
(32) 万鍾JCT - (32-1) 新坪JCT - (33) 北原州IC